# لوک و پریان دریا
لوک و پریان دریا (انگلیسی: Luke and the Mermaids) یک فیلم کمدی صامت کوتاه به کارگردانی هال روچ است که در سال ۱۹۱۶ منتشر شد.

## بازیگران
- هارولد لوید
- اسناب پالرد
- ببه دنیلز
- سمی بروکس
- باد جیمیسون
- چارلز استیونسون
- دی لمپتون
- هری تاد
- فرد سی. نیومیر
- مارگارت جاسلین
- آیلین آلن
- ویرا استدمن